# Gondogoro La
Der Gondogoro La ist ein Passübergang in den Masherbrum-Bergen im Karakorum.
Der vergletscherte 5614 m hohe Pass führt vom nordöstlich gelegenen Vignegletscher zum südwestlich gelegenen Gondogorogletscher. Damit bildet er einen wichtigen Ausgang von der Baltoro-Region und dem Concordiaplatz mit den umliegenden Sieben- und Achttausendern zum südlich gelegenen Hushe-Tal.
Die Überquerung des Gondogoro La ist mit Kletterei und Lawinengefahr verbunden. Der Pass wird von Hochgebirgsbergsteigern wie auch von organisierten Trekkingtouren genutzt. Er wird meist von Norden nach Süden begangen. Der Pass bietet ein Panorama vom K2 und den Bergen der Gasherbrum-Gruppe.